# Ophiodaphne
Ophiodaphne is een geslacht van slangsterren uit de familie Amphiuridae.

## Soorten
- Ophiodaphne formata (Koehler, 1905)
- Ophiodaphne impellera O'Hara & Harding, 2015
- Ophiodaphne scripta (Koehler, 1904)